# Chimonobambusa
Chimonobambusa ist eine Gattung aus der Tribus Arundinarieae der verholzenden Bambus-Arten der gemäßigten Klimazonen. Das Verbreitungsgebiet der Arten liegt in Ostasien.

## Beschreibung
Die Arten der Gattung wachsen ausdauernd, buschartig, seltener beinahe baumartig. Die Rhizome sind leptomorph. Die verholzenden Halme wachsen meist verstreut und bilden manchmal Büschel. Sie stehen aufrecht und werden 60 bis 1400 Zentimeter lang. Die Internodien sind stielrund oder viereckig und bilden häufig an der Basis über den Ästen eine Rinne („Sulcus“). Die Knoten sind verdickt bis stark verdickt. Knoten nahe der Halmbasis bilden häufig einen aus Wurzeln gebildeten spärlich- bis dicht-dornigen Ring. An der Basis des Knotens kann ein Teil der Halmscheide verbleiben oder sich an der Scheidennarbe ein behaarter Ring bilden. Die Knospen an den Knoten sind eiförmig-dreieckig und haben nur ein reduziertes Vorblatt. Meist werden je Knoten in der Mitte des Halms drei, zur Spitze des Halms hin bis zu sieben ungefähr gleich dicke Seitenäste gebildet. Die Halmscheiden sind ledrig und fallen bald ab, sie sind seltener häutig und bleibend. Die Halmblattöhrchen sind sehr klein oder fehlen. Die Halmblattspreite ist bis zu 1 Zentimeter lang und schmal. Je Zweig werden selten nur ein meist zwei bis fünf Laubblätter gebildet. Die Laubblattspreite ist lanzettlich, die Basis keilförmig.
Die Blütenstände zeigen Tragblätter und ein bis drei Scheinährchen, also Ährchen mit basalen Knospen, die weitere Ährchen bilden können. Je Ährchen werden einige bis viele, sitzende Blüten gebildet. Die meist ein bis drei Hüllspelzen sind kürzer als das Ährchen, wobei häufig eines an der Basis einer Knospe steht. Die Deckspelze ist häutig, die Vorspelze häutig, zweifach gekielt und stumpf. Je Blüte werden drei häutige Schwellkörper und drei Staubblätter mit freistehenden Staubfäden gebildet. Der Fruchtknoten ist ellipsoid und trägt einen kurzen Griffel mit zwei oder drei gefiederten Narben. Die Früchte sind nussartige Karyopsen mit einem verhärteten Perikarp.
Junge Sprosse wachsen von April bis November.

## Verbreitung
Das Verbreitungsgebiet der Arten liegt in Ostasien.

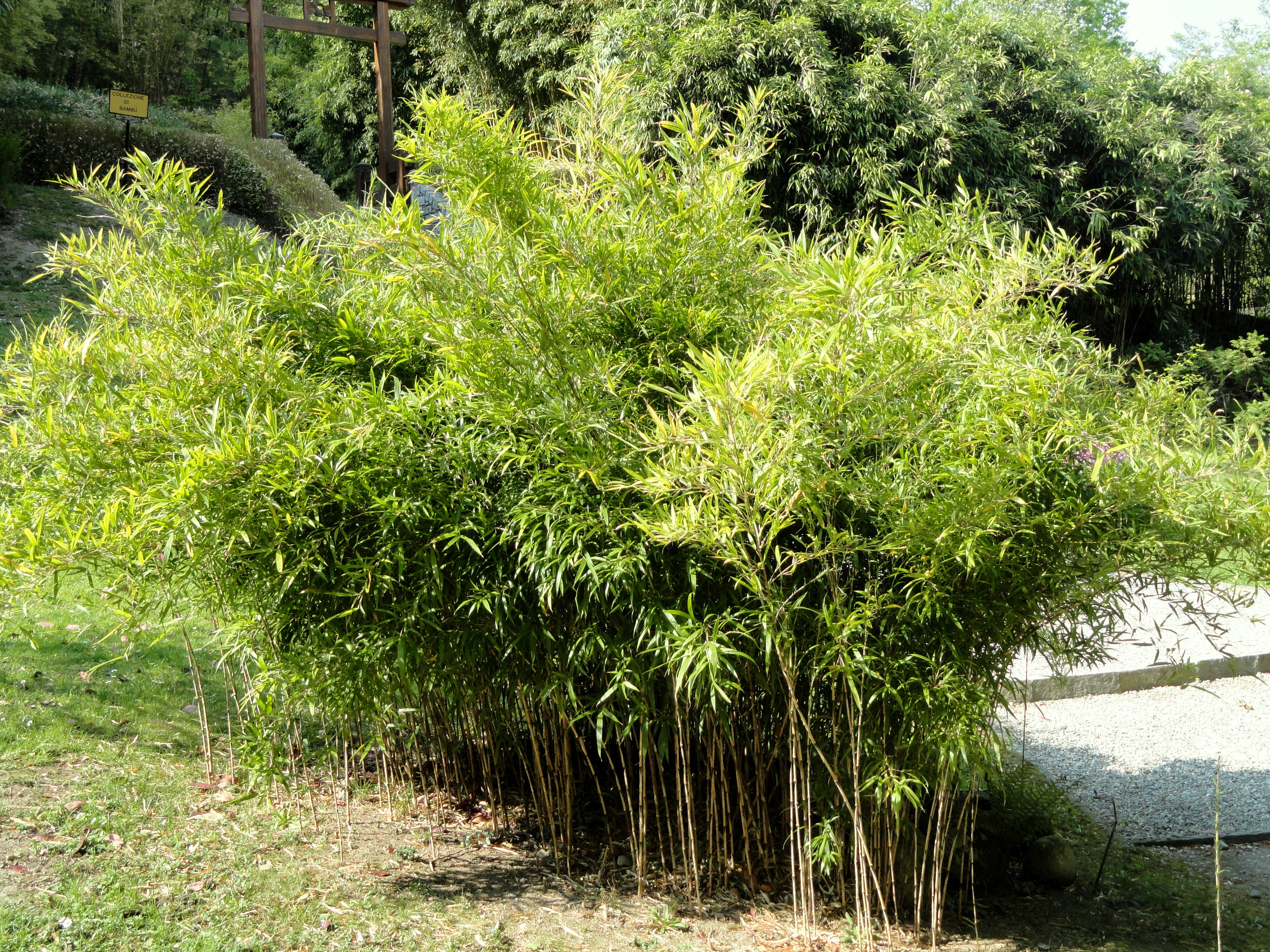
Chimonobambusa marmorea

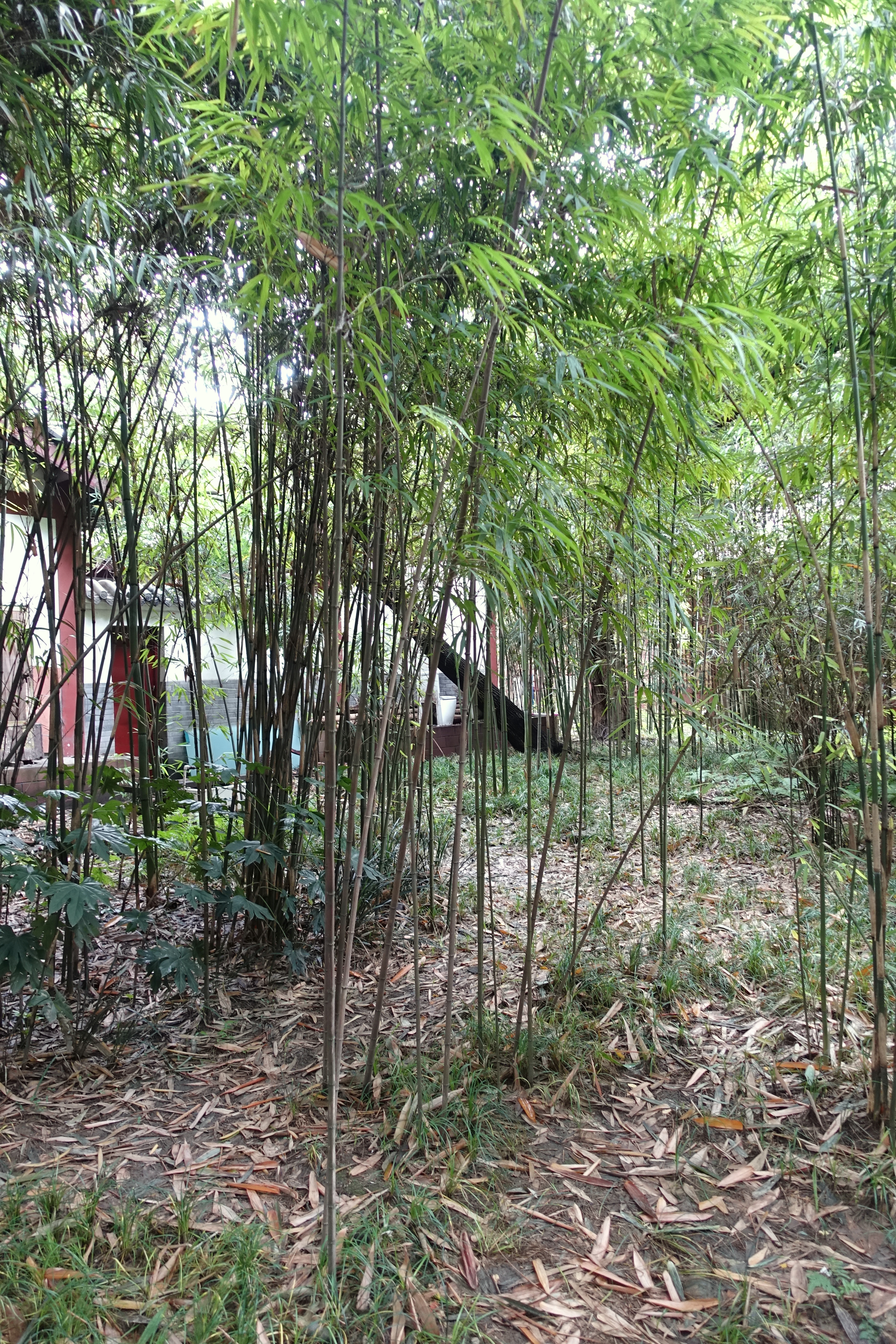
Chimonobambusa quadrangularis

## Systematik und Forschungsgeschichte
Chimonobambusa ist eine Gattung aus der Tribus Arundinarieae, Unterfamilie Bambus (Bambusoideae), in der Familie der Süßgräser (Poaceae). Die Gattung wurde 1914 von Tomitaro Makino in Botanical Magazine. [Shokubutsu-gaku zasshi] Band 28, Seite 153 aufgestellt. Synonyme der Gattung sind Oreocalamus Keng und Qiongzhuea Hsueh & T.P.Yi.
Folgende Arten werden der Gattung Chimonobambusa zugeordnet:
- Chimonobambusa angustifolia C.D.Chu & C.S.Chao
- Chimonobambusa armata (Gamble) Hsueh & T.P.Yi
- Chimonobambusa arunachalensis T.P.Sharma & Borthakur: Sie wurde 2008 aus Arunachal Pradesh erstbeschrieben.[5]
- Chimonobambusa brevinoda Hsueh & W.P.Zhang
- Chimonobambusa callosa (Munro) Nakai
- Chimonobambusa communis (Hsueh & T.P.Yi) K.M.Lan
- Chimonobambusa convoluta Q.H.Dai & X.L.Tao
- Chimonobambusa damingshanensis Hsueh & W.P.Zhang
- Chimonobambusa fansipanensis T.Q.Nguyen & Vucan: Vietnam.[5]
- Chimonobambusa gracilis (W.T.Lin) N.H.Xia: Guangdong.[5]
- Chimonobambusa grandifolia Hsueh & W.P.Zhang: Yunnan.[5]
- Chimonobambusa hejiangensis C.D.Chu & C.S.Chao: Guizhou, Jiangsu, Sichuan.[5]
- Chimonobambusa hirtinoda C.S.Chao & K.M.Lan: Guizhou.[5]
- Chimonobambusa hsuehiana D.Z.Li & H.Q.Yang: Sichuan.[5]
- Chimonobambusa jainii T.P.Sharma & Borthakur: Sie wurde 2008 aus Arunachal Pradesh erstbeschrieben.[5]
- Chimonobambusa lactistriata W.D.Li & Q.X.Wu: Sichuan, Guizhou.[5]
- Chimonobambusa leishanensis T.P.Yi: Guizhou.[5]
- Chimonobambusa luzhiensis (Keng) K.M.Lan: Guizhou.[5]
- Chimonobambusa macrophylla T.H.Wen & Ohrnb.: Sichuan.[5]
- Chimonobambusa marmorea (Mitford) Makino
- Chimonobambusa metuoensis Hsueh & T.P.Yi: Südöstliches Tibet.[5]
- Chimonobambusa microfloscula McClure: Südliches Yunnan bis nördliches Vietnam.[5]
- Chimonobambusa montigena (T.P.Yi) Ohrnb.: Yunnan.[5]
- Chimonobambusa multigemmia T.P.Yi: Sichuan.[5]
- Chimonobambusa ningnanica Hsueh f. & L.Z.Gao: Sichuan und Yunnan.[5]
- Chimonobambusa opienensis (Keng) T.H.Wen & Ohrnb.: Sichuan.[5]
- Chimonobambusa pachystachys Hsueh f. & T.P.Yi: Sichuan und Yunnan.[5]
- Chimonobambusa paucispinosa T.P.Yi: Nördliches Yunnan.[5]
- Chimonobambusa puberula (Keng) K.M.Lan: Guizhou.[5]
- Chimonobambusa pubescens T.H.Wen: Hunan.[5]
- Chimonobambusa purpurea Hsueh f. & T.P.Yi: Gansu, Shaanxi, Hubei, Sichuan.[5]
- Chimonobambusa quadrangularis (Fenzl) Makino: Südöstliches China bis Vietnam, Taiwan.[5]
- Chimonobambusa rigidula (Hsueh & T.P.Yi) T.H.Wen & Ohrnb.: Sichuan.[5]
- Chimonobambusa sichuanensis (T.P.Yi) T.H.Wen: Sichuan.[5]
- Chimonobambusa szechuanensis (Rendle) Keng f.: Sichuan, Guizhou.[5]
- Chimonobambusa tianquanensis T.P.Yi: Sichuan.[5]
- Chimonobambusa tuberculata Hsueh f. & L.Z.Gao: Südwestliches Sichuan, nordöstliches Yunnan.[5]
- Chimonobambusa tumidissinoda Ohrnb.: Sichuan, nordöstliches Yunnan.[5]
- Chimonobambusa unifolia (T.P.Yi) T.H.Wen: Sichuan.[5]
- Chimonobambusa utilis (Keng) Keng f.: Yunnan, Sichuan, Guizhou.[5]
- Chimonobambusa verruculosa (T.P.Yi) T.H.Wen & Ohrnb.: Südliches Sichuan.[5]
- Chimonobambusa zhizhuzhu T.P.Yi: Sichuan.[5]